# Emil Welti
Emil Welti (ur. 23 kwietnia 1825, zm. 24 lutego 1899) – szwajcarski polityk , reprezentant kantonu Argowia w Radzie Związkowej od 8 grudnia 1866 do 31 grudnia 1891. Kierował następującymi departamentami:
- departament obrony (1867–1868)
- departament polityczny (1869)
- departament obrony (1870–1871)
- departament polityczny (1872)
- departament obrony (1873–1875)
- departament polityczny (1876)
- departament poczt i telegrafów (1877–1878)
- departament poczt i kolei (1879)
- departament polityczny (1880)
- departament sprawiedliwości i policji (1881)
- departament poczt i kolei (1882–1883)
- departament polityczny (1884)
- departament poczt i kolei (1885–1891)

Przewodniczył Radzie Kantonów (1860, 1866). Był również wiceprezydentem Szwajcarii w latach 1868, 1871, 1874, 1879, 1883 i 1890, a także prezydentem w latach 1869, 1872, 1876, 1880, 1884 i 1891.